# Edición crítica
Una edición crítica es comúnmente considerada como una edición que pretende restituir el texto a su forma original, eliminando las alteraciones que hayan podido surgir con el tiempo, a través de un método riguroso; el método tradicional es el propuesto por Karl Lachmann. Actualmente la definición ha sido expandida por ciertos teóricos de la crítica textual ya que el método puede no ser el tradicional, pero puede cumplir con la intención del editor de resaltar algún aspecto de la obra original o de alguna de las variantes.
A pesar del método casi científico con el que se realiza la edición crítica, en el proceso de creación el editor o crítico textual debe tomar decisiones concretas para casos específicos en una obra ya que cada manuscrito requiere una aproximación diferente. El crítico debe adaptarse a estas situaciones con ayuda de su experiencia y de las diversas ciencias auxiliares de la crítica textual.

## Métodos
Prácticamente cada obra requiere un método propio, puesto que cada caso es único y necesita la adaptación de diferentes herramientas para llevar a cabo una edición crítica, ningún método es definitivo y cada editor debe decidir cuál es la mejor manera para tratar un texto dependiendo de la intención principal para la edición. Los siguientes son los principales autores, críticos, filólogos y editores que impusieron un método de crítica textual:

### El método lachmanniano

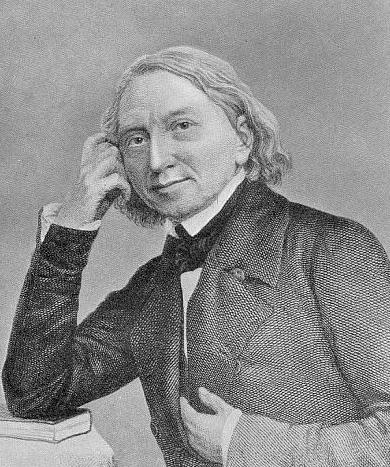
Karl Lachmann.

El filólogo alemán Karl Lachmann (1793–1851) fue quien estableció las bases de la crítica textual moderna, el método que propuso se considera como el primero para la edición crítica.
De Lachmann proviene la idea de que la edición crítica debe tener como fin al autor y su original, todas las copias derivadas del original tendrán errores. La motivación del editor es desentrañar el manuscrito original de entre las copias, las cuales son sinónimas de error.
Su método consiste básicamente en realizar un análisis exhaustivo de las divergencias y concordancias que pueden presentar los materiales conservados. Dicho análisis permitirá establecer un árbol genealógico (stemma codicum) de los textos, en el que cada ejemplar proporcionaría, en teoría, mejores o peores lecturas, según sea su antigüedad. Así se acuñó la expresión «recentiores deteriores», refiriéndose a que los textos más recientes, por lógica, ofrecerían lecturas menos fiables.
Cuando el manuscrito original ya no se encuentra disponible físicamente, el editor tiende a hacer una reconstrucción con las variantes que haya para así crear un texto ideal.

### La crítica de Joseph Bédier
Joseph Bédier (1864 - 1938) no cree en una edición ideal como propone el método lachmanniano por lo que critica que en los stemma codicum se deshagan de la mayor parte de variantes de un texto. Bédier quita toda la significación negativa hacia el copista y resignifica las variantes como las únicas con las que puede llegarse a un codex optimus como base para empezar a editar.

## Proceso
El proceso de una edición crítica es básicamente el que propuso Lachmann. El proceso es diferente si se trata de la edición de una obra con un solo testimonio (codex unicus) o de una obra con varios testimonios.
En el caso de un codex unicus:
1. recensio
2. examinatio
3. emendatio

En el caso de una edición con varios testimonios:
1. recensio
2. collatio
3. eliminatio codicum descriptorum
4. classificatio
5. constitutio textus
6. examinatio
7. emendatio

## Interdisciplinariedad
La crítica textual, y la ecdótica en general, necesita establecer lazos con otras ciencias y ramas de estudio para ofrecer una edición completa o para mejorar algún método usado. Las principales ciencias que ayudan en el proceso son:
Según la tipología del documento:
- Archivística
- Diplomática
- Paleografía
- Codicología
- Bibliología

Según el soporte:
- Papirología
- Paleografía
- Epigrafía
- Numismática
- Sigilografía